# Baïonnette (fixation)
Pour les articles homonymes, voir Baïonnette.

Fixation de type baïonnette.

Les baïonnettes sont des systèmes de fixation.
Ils sont utilisés notamment pour fixer des ampoules (exemple : ampoule à culot B22), des objectifs photographiques ou encore sur différentes normes de connecteurs (exemple : le connecteur BNC). Ce type de fixation pour les ampoules est standard au Royaume-Uni et en Irlande (contrairement aux culots à vis de l’Europe continentale), il l’a longtemps été en France, mais progressivement, il cède du terrain sous la pression des importations. À cause de l'influence britannique, les ampoules en Australie, en Inde et en Nouvelle-Zélande ont ce type de fixation aussi.
Ce mode de fixation tire son nom de la méthode utilisée pour accoupler les deux éléments. En effet, il faut effectuer un mouvement poussé-tourné comme pour fixer l’arme du même nom sur un fusil. C'est l'origine du nom de ce système de fixation, même si le principe lui-même est plus ancien et est utilisé dans une reconstitution récente d'une horloge à bougie du XIIe siècle. Cependant, les reproductions des planches du livre d'Al-Jazari ne permettent pas d'attester l'utilisation de ce système pour le verrouillage du couvercle, n'importe quel système à goupille ayant pu faire l'affaire. L'intérêt majeur du verrouillage à baïonnette, à l'instar du pas de vis, est de ne pas nécessiter de tierce partie de fixation, et même de surpasser ce dernier au regard du nombre de tours à effectuer pour obtenir l'effet désiré et du fait que la baïonnette reste fixe (ne se dévisse pas).

## Appareils photographiques

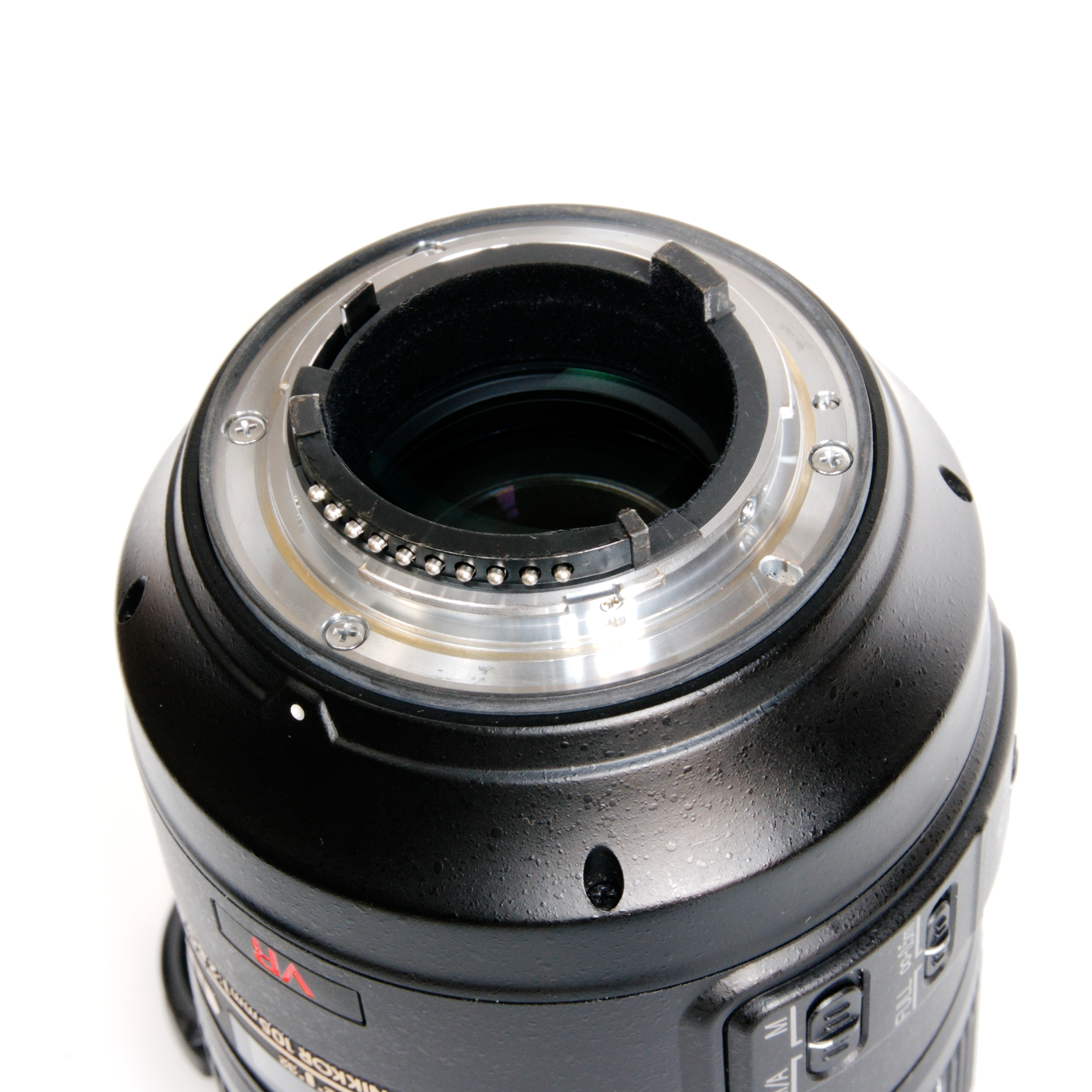
Baïonnette d’un objectif photographique Nikkor.

Sur les appareils photographiques, il s’agit d’un système de fixation mécanique permettant de solidariser un objectif au boîtier. Depuis quelques années, ce mécanisme est associé à des contacts électriques sur les appareils dotés d’automatismes, pour assurer le transfert des paramètres de prise de vue, autofocus, etc.
Parmi les premiers appareils à baïonnette, citons le Leica M3 baïonnette M) sorti en 1954 et le Pentax K, dont la baïonnette du même nom est déjà citée en 1971 mais sera officiellement présentée à la photokina en 1975.
Chaque fabricant n’a pas créé son propre système. Les baïonnettes M et K, par exemple, ont été reprises par d’autres fabricants dans la mesure où certains brevets étaient dans le domaine public.
Les fabricants ayant conservé une baïonnette propriétaire sont Canon, Leica, Nikon, Pentax, Sigma et Sony/Minolta.

## Autres usages
Certaines cartouches de gaz utilisées en camping utilisent également ce système de fixation.